# Entodon tasmanicus
Entodon tasmanicus là một loài rêu trong họ Entodontaceae. Loài này được Mitt. mô tả khoa học đầu tiên năm 1882.